# Diuréticos tipo tiazida

Estructura química de la metolazona, un diurético tipo tiazida.

Un diurético tipo tiazida es un diurético que presenta un mecanismo de acción similar al de un diurético tiazídico, es decir inhibiendo la recaptación de sodio y cloro a nivel del túbulo distal; pero que no tiene las propiedades químicas de una tiazida, o carece de la estructura molecular de una benzotiadiazina.  Estos diuréticos  han sido la base de la terapia antihipertensiva reduciendo sus complicaciones.
Un ejemplo es la metolazona.
Por otra parte, algunos diuréticos tipo tiazida, tales como la indapamida, son considerados diuréticos tipo tiazida, aunque no necesariamente presentan el mismo mecanismo.